# Padelegan
Padelegan is een bestuurslaag in het regentschap Pamekasan van de provincie Oost-Java, Indonesië. Padelegan telt 3135 inwoners (volkstelling 2010).